# Jony Rodríguez
Jonathan Rodríguez Menéndez (* 9. Juli 1991 in Cangas del Narcea), meist nur Jony, ist ein spanischer Fußballspieler.

## Karriere

### Verein
Bis 2014 spielte Jony hauptsächlich in der dritten spanischen Liga. Dann wechselte er zu Sporting Gijón, absolvierte dort in zwei Jahren 82 Spiele und schoss 14 Tore sowohl in der ersten als auch in der zweiten spanischen Liga. 2016 wechselte er zum FC Málaga. Dort wurde er zwei Mal ausgeliehen: ein halbes Jahr zurück an den vorherigen Arbeitgeber Sporting Gijón im Jahr 2018 und ein Jahr an Deportivo Alavés. Zur Saison 2019/2020 wechselte Jony für zwei Millionen Euro in die italienische Serie A zu Lazio Rom. Im September 2020 wurde Jony Rodríguez an den CA Osasuna verliehen, die eine Kaufoption besaßen, diese aber nicht zogen. Nach Ablauf der Leihe kehrte er für ein halbes Jahr in die italienische Hauptstadt zurück, bevor er Ende Januar 2022 erneut für ein halbes Jahr an Sporting Gijón verliehen wurde.

## Erfolge
- Italienischer Supercupsieger: 2019